# Lapton femoralis
Lapton femoralis là một loài tò vò trong họ Ichneumonidae.